# Ibu Mertua-ku
Ibu Mertua-ku è un film del 1962 diretto da P. Ramlee.
Il film Ibu Mertuaku è stato presentato nei festival cinematografici del 1963, all'Asian Film Festival e al Paris International Film Festival. Nel 1963, al Festival del Film Asiatico di Tokyo, ha vinto il premio per il Talento più Versatile.

## Trama
Nella Singapore degli anni '60, Sabariah Mansoor, una giovane affascinata dalla musica del sassofonista Kassim Selamat, lo contatta dopo una sua performance radiofonica e si innamorano subito. Tuttavia, la madre ricca e vedova di Sabariah, Nyonya Mansoor, vuole che sposi il dottor Ismadi, un oculista. Quando Sabariah sceglie Kassim, Nyonya Mansoor la disereda, concedendo alla coppia solo 5000 ringgit prima di cacciarli. Trasferitisi a Penang, i due vivono felicemente fino a esaurire i soldi. Kassim è costretto a lavorare come manovale mentre Sabariah, incinta, spera di riconciliarsi con sua madre. Nyonya Mansoor riporta Sabariah a Singapore per il parto, dicendo poi a Kassim che Sabariah è morta. In realtà, Sabariah è viva e, credendo che Kassim l'abbia abbandonata, divorzia e sposa il dottor Ismadi.
Kassim, caduto in depressione e diventato cieco dal piangere, è accolto da una donna gentile, Mami, e dalla sua figlia Chombi. Incoraggiato, Kassim torna alla musica con il nome d'arte "Osman Jailani" e diventa famoso. Durante una performance a Singapore, Sabariah lo riconosce e convince il marito a operarlo gratuitamente. Kassim recupera la vista, ma, scoprendo la verità sul figlio e sulla moglie, si acceca di nuovo in segno di disperazione. Nyonya Mansoor crolla, mentre Kassim, accompagnato da Chombi, lascia Sabariah in lacrime e il dottor Ismadi riflessivo.